# کوورسک
کوورسک (به لهستانی:  Kowersk) یک روستا در لهستان است که در گمینا بخاوا واقع شده‌است.